# Markus Wingenbach

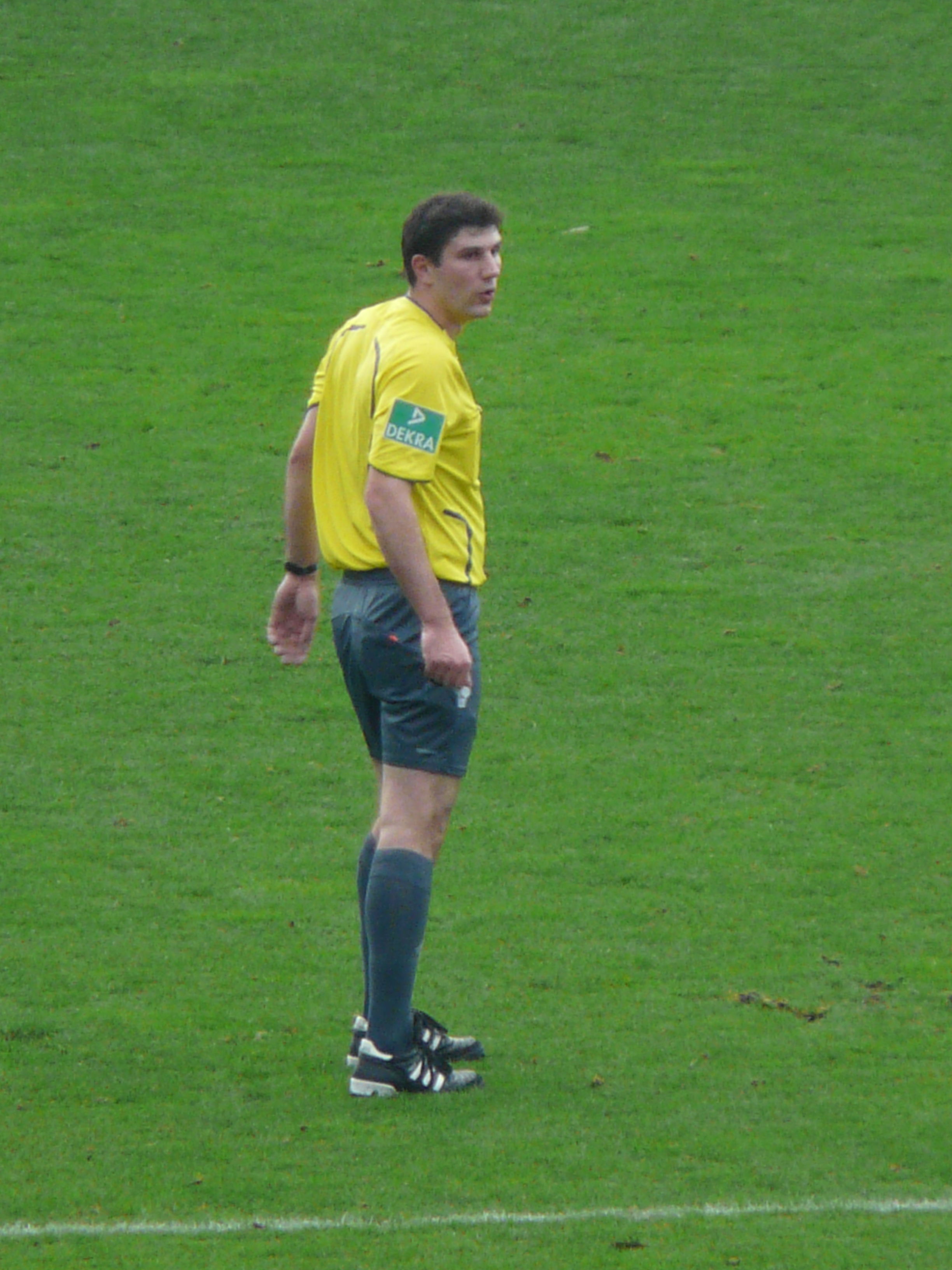
Markus Wingenbach 2009

Markus Wingenbach (* 26. November 1978 in Diez) ist ein ehemaliger deutscher Fußballschiedsrichter.
Markus Wingenbach war Schiedsrichter für den VfL Altendiez und von 2005 bis 2015 DFB-Schiedsrichter. Seit 2007 wurde er als Schiedsrichter in der 2. Fußball-Bundesliga eingesetzt. Ebenso ist er als Schiedsrichter-Assistent in der Bundesliga zum Einsatz gekommen.
Während der Saison 2009/10 wurde Wingenbach als Schiedsrichter für die Bundesliga nominiert.
Er debütierte am 20. Februar 2010 bei der Partie des Hamburger SV gegen Eintracht Frankfurt.
Auf der Tagung der Schiedsrichter-Kommission unter Vorsitz von Herbert Fandel wurde im Mai 2012 beschlossen, dass er ab der Saison 2012/2013 nicht mehr in der 1. Bundesliga zum Einsatz kommen wird.
Nach der Saison 2014/15 gab er seinen Rücktritt als Schiedsrichter bekannt.
Wingenbach ist selbständig und lebt in Mainz.